# ASG Vorwärts Eggesin-Karpin
Die ASG Vorwärts Eggesin-Karpin war eine deutsche Armeesportgemeinschaft aus der Garnisonsstadt Eggesin im Kreis Ueckermünde, deren Fußballabteilung zwischen 1956 und 1989 existierte.

## Sportlicher Werdegang
Vorwärts Eggesin-Karpin wurde am 1. Oktober 1956 im NVA-Stützpunkt Eggesin gegründet. Die ASG konnte sich Ende der 1950er Jahre schnell in höherklassigen Ligen etablieren, wobei die Mannschaft ab 1962 von Spielern der ASG Vorwärts Neubrandenburg II verstärkt wurde. Bereits 1960 gelang Eggesin-Karpin der Aufstieg in die damals viertklassige Bezirksliga Neubrandenburg, in deren Auftaktsaison ein fünfter Rang erreicht wurde.
In der Folgesaison stagnierte die ASG als Achtplatzierter, nahm aber auf Beschluss der übergeordneten Armeesportvereinigung Vorwärts den Aufstiegsplatz der zweiten Vertretung von Vorwärts Neubrandenburg ein. Die II. DDR-Liga erwies sich als eine Nummer zu groß, mit lediglich fünfzehn Saisonpunkten stieg die Armeemannschaft postwendend wieder ab. 
Die im Gegensatz zu Vorwärts Dessau oder Vorwärts Frankfurt nur spärlich mit finanziellen Mitteln ausgestattete Mannschaft hielt die Bezirksliga noch bis 1968. Im Anschluss versank die ASG im Fußballbereich analog zu anderen Armeesportgemeinschaften in der Bedeutungslosigkeit des Bezirkes Neubrandenburg. Mit der Wende in der DDR wurde Vorwärts Eggesin-Karpin im Jahr 1989 aufgelöst.

## Statistik
- Teilnahme II. DDR-Liga: 1962/63
- Teilnahme FDGB-Pokal: 1963/64 (1.HR 2:3-Niederlage gegen Motor Eberswalde)